# Contratación
Contratación  es un municipio del departamento de Santander, Colombia, que forma parte de la Provincia Comunera. Su origen se remonta al siglo XIX cuando los explotadores de quina de la vecina Serranía de los Yariguíes lo tenían por centro de comercio y de contacto con los comerciantes.

## Toponimia
De allí que su nombre se derive de los "contratos" que se acordaban entre quineros y comerciantes. Tiempo después se convirtió en un sitio de aislamiento exclusivo para la población enferma del mal de Hansen, primero del Estado Soberano de Santander y luego de todo el país, función que ha venido desempeñando en parte hasta el presente. Hoy día, aunque cuenta con una considerable población afectada de la enfermedad de Hansen y sigue siendo sede de uno de los pocos leprocomios de Colombia, su población se ha diversificado y su orientación como municipio ha cambiado notablemente.

## División Político-Administrativa
Además de su Cabecera municipal. Contratación tiene bajo su jurisdicción el Centro poblado: San Pablo.
El municipio tiene las veredas: Las Cruces, Hoya Grande, El Centro, José Antonio Galán, El Pedregal, La Palestina, El Tigre, La Aguadita, Santa Rosa, Guayabal, La Vega.

## Historia
La historia de este municipio está indisolublemente ligada a la historia del manejo que desde el Estado, la Iglesia y la sociedad colombianas se daba a la lepra. La tradición colonial de segregar a los leprosos se mantuvo y se radicalizó durante el siglo XIX. Hasta entonces, los enfermos de lepra eran segregados en leproserías u Hospitales de San Lázaro que se ubicaban en la periferia de algunas ciudades importantes del virreinato. En el caso de la Real Villa del Socorro tal lazareto se encontraba en un sitio llamado "El Regadillo", hasta que en 1822 debido a la presión social, se obliga al gobierno provincial a trasladar el lazareto a un nuevo sitio -alejado e inhóspito- llamado "El Curo", ubicado a orillas del Río Suárez en jurisdicción del municipio de Guadalupe. Allí, una vez establecido el asentamiento, se comenzaron a trasladar los enfermos de lepra (también llamados "elefanciacos", "lazarinos" o "gafos") de todas las provincias cercanas: la del Socorro, la de Pamplona y la de Tunja.
Durante los pocos años que duró el asentamiento de El Curo, las condiciones de vida de los recluidos fueron tan precarias que se vieron obligados a trasladarse ellos mismos a un nuevo asentamiento, montaña arriba, donde actualmente está ubicado el municipio. Según relatan las crónicas, un enfermo llamado Benigno M. viajó junto a los quineros hasta un pequeño valle que servía de punto de reunión entre quineros y comerciantes. El sitio denominado "La Contrata" o "Valle de los Contratos" resultó idóneo para trasladar los enfermos, de tal manera que se da inicio a un constante éxodo, desde el antiguo hacia el naciente asentamiento. Tal fenómeno hizo que la Asamblea del recién creado Estado Soberano de Santander emitiera un decreto en 1861 en el que autorizó al gobernador Eustorgio Salgar a fundar un nuevo lazareto para reemplazar al de El Curo. En 1869, dicha asamblea ordenó una serie de disposiciones tendientes a organizar el nuevo lazareto (entre ellas la creación de un hospital para alojar, alimentar y asistir a los elefancíacos pobres), dando lugar así a la aldea-lazareto de Contratación. En paralelo a esto, otros estados soberanos crean sus propias aldeas-lazareto: en el Estado Soberano de Cundinamarca se funda el sitio Agua de Dios y en el Estado Soberano de Bolívar se ratifica como lazareto el sitio llamado Caño del Oro en la isla Tierrabomba. De estos tres, solo las aldeas de Agua de Dios y Contratación llegarían a convertirse en verdaderos municipios.
Las condiciones de insalubridad y precariedad de la población enferma residente en la aldea-lazareto, que obedecían a la falta de apoyo estatal para el sostenimiento de los enfermos, hicieron que la vida en la aldea resultara penosa. Las disposiciones estatales para su adecuación y mejoramiento difícilmente se realizaron y la consolidación de las aldeas quedó casi exclusivamente en manos de los enfermos, sus familias y alguna que otra donación de asociaciones de beneficencia. 
Tras la llegada de los gobiernos conservadores, se trajeron al país comunidades religiosas con el fin de contrarrestar la educación laica impulsada desde el liberalismo. Con estas comunidades, hace su llegada al país y a los lazaretos, la comunidad de los Salesianos, quienes junto a las Hermanas Hijas de María Auxiliadora, llegan a brindar apoyo moral y material a la población enferma de la aldea de Contratación hacia 1887(¿?).
Para el año 1906, el presidente Rafael Reyes declara a Contratación como corregimiento destinado para el reclusorio de enfermos de lepra. En el año de 1910, se propone trasladar la aldea-lazareto de nuevo a orillas del río Suárez, en el sitio “El Pintadero”, pero el proyecto no alcanzó a materializarse. De la misma manera se proyectó trasladar el lazareto a otros municipios buscando un mejor clima para los enfermos. Algunos municipios que fueron candidatos para tal fin fueron Jordán Sube, Virolín, Cepitá y la otra aldea-lazareto -Agua de Dios-. Para el año 1910, se fijan los límites territoriales del Lazareto y se crean algunas oficinas públicas (oficina de juzgado, notaría, registro de instrumentos públicos y privados y personería) debido a su numerosa población tanto de enfermos de lepra como otras personas que por diversas razones habían decidido vivir en el corregimiento. Para este mismo año se ordena la acuñación de una moneda especial, de circulación restringida para los leprosorios por un valor total de 40.000 pesos y en denominaciones de 1, 2, 5, 10 y 50 centavos. En 1913 se crea el cordón sanitario que recluye totalmente a los enfermos y los separa del resto del país.
Para el año de 1918, terminando la Primera Guerra Mundial, la peste de la gripe acaba con más de la mitad de la población. En este mismo año el gobierno nacional faculta a la Asamblea Departamental para crear el Municipio de Contratación. Una ley de 1927 prohíbe la promiscuidad de la juventud sana con niños atacados de lepra en los asilos y se dispone el traslado de los niños sanos a los asilos de San Bernardo en San Juan del Guacamayo para varones sanos y el asilo de María de Auxiliadora en Guadalupe para niñas sanas.

## Geografía
El municipio de Contratación está ubicado a una altitud de 1600 m s. n. m. y presenta una temperatura promedio de 19 °C. Su superficie total es de 120 km² y tiene una densidad poblacional de 32,5 hab./km². Este municipio se encuentra a 175 km de Bucaramanga, la capital del Departamento de Santander y forma parte de la Provincia Comunera.
Contratación está situado en la Cordillera oriental y tiene suelos sobre la Serranía de los Yariguíes, lo cual lo hace contar con una gran variedad de climas, ecosistemas, cuencas hidrográficas, microcuencas, y gran riqueza de flora y fauna. Cuenta con varios pisos térmicos que van desde el clima seco templado en la parte sur del municipio (Veredas Santa Rosa y La Aguadita) a 800 msnm, hasta el frío húmedo tropical a 2500 msnm (Vereda Palestina).
Su cercanía con la Serranía de los Yariguíes, lo convierte en un municipio con una gran riqueza hídrica. Dentro de su red hídrica cuenta con los ríos Oibita, Araya, Suárez, además de numerosas quebradas entre las que destacan: La Macaligua, Agua Fría, La Sarna, La Renta, La Cureña, Agua Blanca, La cueva, Margaritas, La Rayada, La Arenera, San Juanera y otras más con pequeños caños o fuentes. 

### Límites
- Norte: Municipio... de Chima y Santa Helena del Opón.
- Oriente: Municipio de Guadalupe.
- Sur: Municipio de El Guacamayo.
- Occidente: Municipio de Santa Helena del Opón.

## Economía
Contratación es un municipio que por sus particulares condiciones históricas, no posee una economía basada en la producción sino una economía basada tanto en los subsidios que reciben los enfermos de lepra, como los ingresos de los empleados públicos (administración municipal, empleados del leprosorio, y docentes de instituciones educativas estatales). Estos ingresos se suman a los de una incipiente actividad agroindustrial, minera y de explotación maderera. Sin embargo, y pese a que el municipio no cuenta con una fuerte economía agrícola y ganadera, en su casco urbano se manifiesta una nutrida actividad comercial que, como se dijo anteriormente, se mueve gracias a los ingresos que provienen de las arcas estatales.
De los escasos productos agrícolas que se cultivan en el municipio, destacan el maíz, el café y el cacao. El resto de la producción se destina al autoconsumo (plátano, yuca, verduras y frutas). Otro renglón económico es la producción bovina, equina, ovina, porcina y caprina. Destacan en el campo de la producción lechera y de carnes, las veredas Hoya grande y Palestina.